# Нейдхарт, Джим
Джеймс Генри Нейдхарт (англ. James Henry Neidhart, 8 февраля 1955, Тампа, Флорида — 13 августа 2018, Уэсли-Чепел, Флорида) — американский рестлер, известный по выступлениям в 1980-х и 1990-х годах в World Wrestling Federation под именем Джим «Наковальня» Нейдхарт, где он был двукратным командным чемпионом WWF со своим шурином Бретом Хартом в составе «Основания Хартов». Он также завоевал титулы в Stampede Wrestling, Championship Wrestling from Florida, Mid-South Wrestling, Memphis Championship Wrestling и Mid-Eastern Wrestling Federation. Он был частью рестлинг-семьи Хартов благодаря браку с Элизабет Харт.

## Раняя жизнь
В средней школе Ньюпорт-Харбор Нейдхарт впервые получил известность благодаря успехам в силовых видах легкой атлетики. С 1973 по 1985 год он удерживал рекорд Калифорнийской средней школы в толкании ядра. После окончания школы Нейдхарт продолжил карьеру в Национальной футбольной лиге (НФЛ), где он играл за команды «Окленд Рейдерс» и «Даллас Ковбойз» на тренировках и предсезонных играх.

## Личная жизнь
У Нейдхарта и его жены Элизабет было три дочери, одна из которых, Натали Нейдхарт-Уилсон, является рестлером и c 2008 года выступает в WWE.
Нейдхарт был арестован 6 сентября 2010 года и обвинен в двух случаях хранения контролируемых веществ с целью распространения, двух случаях торговли запрещенными наркотиками, одном случае кражи со взломом незанятого жилища и одном случае кражи в крупном размере третьей степени за кражу имущества на сумму от 300 до 5 000 долларов. Он был арестован после того, как стал агрессивно вести себя с полицией после того, как проглотил несколько таблеток возле автозаправочной станции. В марте 2012 года он был приговорен к пяти месяцам и 29 дням тюремного заключения. Во время вынесения приговора он был арестован и задержан за неуважение к суду. Нейдхарт прошел два курса реабилитации, оплаченных WWE.

## Смерть
Согласно TMZ, жена Нейдхарта Элизабет рассказала следователям, что 13 августа 2018 года у него были проблемы со сном, и он встал с кровати, чтобы отрегулировать термостат. Когда он дотронулся до него, он «странно повернулся, как будто собирался танцевать», затем упал на стену и пол. Она немедленно набрала 911, полагая, что у него был припадок, от которого он принимал лекарства. Когда приехали спасатели, у него на лице была рана длиной 10 см. Он умер на месте происшествия в возрасте 63 лет. По данным офиса шерифа округа Паско, его убило падение. В то время у него была ранняя стадия болезни Альцгеймера.

## Титулы и достижения
- Championship Wrestling from Florida
  - NWA Southern Heavyweight Championship (1 раз)[7][8]
  - NWA United States Tag Team Championship (1 раз) — c Крашером Хрущёвым[7][9]
- Legends Pro Wrestling
  - Зал славы (2011)[10]
- Memphis Championship Wrestling
  - MCW Southern Tag Team Championship (1 раз) — c Блю Мини[7]
- Mid-Eastern Wrestling Federation
  - MEWF Heavyweight Championship (1 раз)[7][11]
- Mid-South Wrestling
  - Mid-South Tag Team Championship (1 раз) — c Бутчем Ридом[7]
- New England Pro Wrestling Hall of Fame
  - С 2014 года[12]
- Professional Wrestling Federation
  - PWF Heavyweight Championship (1 раз)[13]
- Pro Wrestling Ohio
  - PWO Tag Team Championship (1 раз) — c Грегом Валентайном[7]
- Stampede Wrestling
  - Stampede International Tag Team Championship (2 раза) — c Геркулесом Аялой (1) и Мистером Хито (1)[7]
  - Зал славы Stampede Wrestling (1995)[14][15]
- Top Rope Championship Wrestling
  - TRCW International Heavyweight Championship (1 раз)
- Universal Wrestling Alliance
  - UWA Heavyweight Championship (1 раз)
- World Wrestling Federation/WWE
  - Командный чемпион WWF (2 раза) — c Бретом Хартом[16]
  - Зал славы WWE (2019)
- Wrestling Observer Newsletter
  - Вражда года (1997) c «Основанием Хартов» пр. Стива Остина
- Зал славы канадского рестлинга
  - Индивидуально[17]
  - С семьёй Харт[17]